# Scholarch
Ein Scholarch (altgriechisch σχολάρχης scholárchēs „Schuloberhaupt“, von σχολή scholḗ „Schule“ und ἄρχειν árchein „gebieten“) war der Leiter einer höheren Bildungseinrichtung. Der Begriff stammt aus den antiken athenischen Philosophenschulen.

## Antike
In der platonischen Akademie wurde der Scholarch auf Lebenszeit gewählt und hatte seinen Wohnsitz in der Regel auf dem Schulgelände. Für die Wahl des Xenokrates, des zweiten Nachfolgers Platons, ist eine Kampfabstimmung mit knappem Ausgang bezeugt. Wähler waren die Studenten, nicht etwa ein Leitungsgremium, und die Wahl war geheim. In der Spätzeit – ab der zweiten Hälfte des dritten Jahrhunderts v. Chr. – wurde die Wahl manchmal umgangen, indem die Scholarchen die Schulleitung an von ihnen ausgewählte Nachfolger übergaben.
Im Peripatos (Lykeion), der von Aristoteles gegründeten Schule, konnte der Scholarch seinen Nachfolger bestimmen oder ein Wahlgremium einsetzen. Rechtlich war der Scholarch Eigentümer der Schule, insbesondere des Grundstücks und der Bibliothek.
Auch im Kepos, der Schule Epikurs, gehörten Grund und Haus nicht der Gemeinschaft, sondern waren Eigentum des jeweiligen Scholarchen. Allerdings war eine Sonderregelung erforderlich, wenn der Scholarch – wie der vom Schulgründer Epikur zum Nachfolger bestimmte Hermarchos – kein attischer Bürger war, denn Fremde durften in Athen keinen Grundbesitz erwerben.

## Neuzeit
In der Neuzeit wurde ein höherer Beamter der Schulverwaltung oder der Schulaufsicht mancherorts als „Scholarch“ bezeichnet, etwa im Königreich Bayern, wo Christoph von Schmid, Johann Michael Hauber und Georg von Jäger als Kreisscholarchen amtierten, oder in der Grafschaf Waldeck, wo Otto von Wolmeringhausen 1589 zum Oberscholarchen der drei waldeckischen Schulen berufen wurde.